# Campeonato Europeu de Futebol Feminino de 1984
O Campeonato Europeu de Futebol Feminino de 1984 foi vencido pela Suécia nos penaltis contra a Inglaterra. 
Na fase de qualificação foram constituídos quatro grupos, em que o vencedor de cada um se classificava para as semifinais, jogadas em 2 "turnos", em casa e fora.
Apenas 16 times se inscreveram na competição (menos da metade dos membros da UEFA naquela época), e a competição não foi oficializada pela entidade.

## Fase de qualificação
| Suécia    |
| Noruega   |
| Finlândia |
| Islândia  |

| Inglaterra       |
| Escócia          |
| Irlanda          |
| Irlanda do Norte |

| Itália   |
| França   |
| Suíça    |
| Portugal |

| Dinamarca          |
| Países Baixos      |
| Bélgica            |
| Alemanha Ocidental |

## Semifinal
| Time #1    | Agr.  | Time #2   | Ida   | Volta |
| ---------- | ----- | --------- | ----- | ----- |
| Itália     | 3 - 5 | Suécia    | 2 - 3 | 1 - 2 |
| Inglaterra | 3 - 1 | Dinamarca | 2 - 1 | 1 - 0 |

## Final
| Time #1 | Agr.            | Time #2    | Ida   | Volta       |
| ------- | --------------- | ---------- | ----- | ----------- |
| Suécia  | 1 - 1 4-3(g.p.) | Inglaterra | 1 - 0 | 0 - 1(a.p.) |

## Premiações
| Vencedoras do Campeonato Europeu de Futebol Feminino de 1989 |
| ------------------------------------------------------------ |
| Suécia                                                       |